# سد رایگلسود
سد رایگلسود (به لاتین: Wriggleswade Dam) یک سد در آفریقای جنوبی است که در Stutterheim, Eastern Cape واقع شده‌است.